# Hír TV
Hír TV (/ˈhiːɾ ˈteːveː/) est une chaîne de télévision généraliste commerciale privée hongroise fondée en 2002. Il s'agit d'une chaîne spécialisée dans l'information et le traitement de sujets d'actualité, en concurrence avec Echo TV.

## Histoire de la chaîne

### Premières années
Le 26 novembre 2002, la chaîne de télévision a été enregistrée avec 20 millions de forints hongrois (~64 350 euros) de capital. Le premier PDG de la télévision était Gábor Borókai, qui avait récemment été le premier porte-parole du gouvernement de Viktor Orbán (de 1998 à 2002), et le premier rédacteur en chef était Imre Dlusztus, qui était parfois rédacteur en chef de Délmagyarország (signifiant "Hongrie du Sud"), le journal local de Szeged.
La première émission test a commencé le 2 décembre 2002. Après un mois d'émissions test, la chaîne de télévision a commencé sa diffusion régulière le 2 janvier 2003, conformément à un contrat avec plusieurs sociétés de TVN de Echo TVN de télévision par câble.

### Rôle dans les manifestations de 2006 en Hongrie
Hír TV était la seule chaîne à diffuser une couverture continue en direct des manifestations anti-gouvernementales de 2006 en Hongrie. Les reportages de Echo TV de la chaîne ont été diffusés sur toutes les chaînes de télévision hongroises, ainsi que sur CNN, et via Reuters, la BBC, Euronews et Sky News. Hír TV a continué à rendre compte de tous les événements qui se sont déroulés pendant les manifestations. Le 18 septembre 2006, lorsque des manifestants ont tenté de prendre d'assaut le siège de la chaîne publique Magyar Televízió à TV2 à Szabadság tér, les bagarres qui ont éclaté entre la police et les manifestants à l'entrée du bâtiment n'ont pas été retransmises par Magyar Televízió. Au lieu de cela, ils ont continué à diffuser leur émission d'enquête aux heures de grande écoute Az Este avec le présentateur György Baló, et il a annoncé à la fin de l'émission que "la télévision est obsédée par les manifestants".
En raison de la couverture de Hír TV, le siège du bâtiment du siège de Magyar Televízió par les manifestants antigouvernementaux a été vu par 1 million de téléspectateurs en Hongrie.
À la suite des manifestations et de la prise d'assaut du siège de Magyar Televízió, l'Office national de la radio et de la télévision (ORTT) a jugé dans son rapport que la chaîne Hír TV avait violé la "loi de fournir des informations objectives et factuelles" et la loi de "respect de la l'ordre constitutionnel de la République". La chaîne a par conséquent reçu une amende de 1 million de forints hongrois pour manquement à ses obligations légales.

### 2007–2014
Le premier grand développement est survenu le 15 mars 2007, lorsque Hír TV et le quotidien Magyar Nemzet (qui signifie «Nation hongroise») ont lancé une nouvelle station de radio appelée Lánchíd Rádió.
En septembre 2007, le logo de la chaîne a été repensé et des modifications ont également été apportées à la structure du programme: un nouveau programme télévisé de petit-déjeuner a été introduit, qui comprenait des reportages en direct et un style de programme d'information plus informatif. Le programme télévisé aux heures de grande écoute a également été mis à jour, avec l'introduction de nouveaux programmes: Rájátszás ("Play-off"); Vonalban ("Par téléphone"); Kaszinó civil ("Casino civil"); Lapzárta ("Deadline"), dans laquelle le présentateur et les invités parlent des articles publiés dans les principaux quotidiens hongrois ; Paletta ("Palette"), une émission sur les questions publiques ; et Panaszkönyv ("Livre des plaintes"), qui met l'accent sur la protection des consommateurs.
Hír TV diffuse également des reportages d'enquête, des programmes de débats politiques, des talk-shows et des émissions matinales. En outre, Hír TV diffuse des programmes de la BBC tels que Click, Reporters et Talking Movies avec traduction hongroise.

### 2015: une année de changement
Certaines sources de journaux ont commencé à rapporter en 2014 que la relation positive à long terme entre le propriétaire de la chaîne, Lajos Simicska, et le Premier ministre Viktor Orbán s'était détériorée. En février 2015, Simicska a déclaré dans une interview au journal social-démocrate Népszava (qui signifie "La voix du peuple") qu'"il y a une guerre médiatique totale" en cours. À la suite de cette déclaration, il a reçu les démissions des rédacteurs en chef et de leurs assistants de Magyar Nemzet, Hír TV, Lánchíd Rádió et MNO ; Simicska a ensuite lancé une tirade verbale contre ses anciens employés, ainsi que le Premier ministre.
Entre-temps, le radiodiffuseur d'État MTVA a décidé de créer une chaîne d'information, M1, qui jusqu'alors était intégrée à la chaîne généraliste de MTVA. Certains des présentateurs de Hír TV sont allés travailler pour la nouvelle chaîne d'information MTVA.
En réponse à cet événement, en septembre 2015, le journal pro-gouvernemental Magyar Idők (qui signifie "Le temps hongrois") a été créé par des journalistes précédemment employés par les médias de Simicska. Dans le même temps, la chaîne Hír TV change complètement de logo et de programmes.
La station a été immédiatement menacée par le gouvernement, les sociétés de câblodistribution subissant des pressions pour abandonner la chaîne. Au moins un opérateur mineur a abandonné la chaîne, après avoir reçu un pot-de-vin du gouvernement en échange de cela. Cependant, ses notes ont augmenté au cours de cette période, à un point où les notes étaient trois fois plus élevées en 2018.

### 2018: fusion avec Echo TV
Après la détérioration des relations entre Simicska et Orbán et la réélection écrasante d'Orbán aux élections législatives de 2018, Simicska a été contrainte de fermer la plupart de ses médias, en raison de graves difficultés financières. Magyar Nemzet a publié sa dernière édition en avril et Lánchíd Rádió a cessé de diffuser ses programmes quotidiens peu de temps après. Bien que Simicska ait conservé la propriété de Hír TV dans l'intervalle, il a finalement été contraint de vendre la station fin juillet à son ancien partenaire commercial Zsolt Nyerges, propriétaire de la chaîne d'information pro-gouvernementale Echo TV, qui a ensuite intégré la station dans la presse d'Europe centrale. et holding de la Fondation des médias.
Bien que les deux stations aient maintenu une programmation distincte dans l'intervalle, Hír TV a rapidement changé sa position éditoriale pour soutenir le gouvernement Fidesz-KDNP. Cela a ramené la station aux positions politiques que la station a soutenues lors de ses années de lancement. De nombreux présentateurs qui travaillaient à la station avant 2015 sont revenus, dans le même temps, bon nombre des nouvelles recrues de la relance de 2015 ont été rapidement licenciées. Cependant, le 1er avril 2019, Hír TV et Echo TV ont fusionné pour former une seule station d'information. Bien que l'entité survivante conserve le nom de Hír TV, la plupart de sa programmation a été reprise d'Echo TV, ainsi que la plupart de son personnel et de son équipement technique, qui est hébergé dans les anciens studios de Nap TV à la périphérie de Budapest. La station a également changé son identité visuelle en adoptant le style visuel repris d'Echo TV.